# Cedar Rock (Karolina Północna)
Cedar Rock – wieś w Stanach Zjednoczonych, w stanie Karolina Północna, w hrabstwie Caldwell.